# Staring at the Sun (U2)
Staring at the Sun is een nummer van de Ierse band U2.
Het nummer verscheen samen met de nummers "North And South Of The River" en "Your Blue Room" als single in april 1997.
"Staring At The Sun" is ook te vinden op het album Pop.
Het nummer werd voor het eerst live ten gehore gebracht tijdens het openingsconcert van de PopMart tour op 25 april 1997 in Las Vegas.

## Trivia
- Bono heeft de albumtitel van Something Happens' Stuck Together With God's Glue als tekst in dit nummer.
- Toen U2 het nummer voor het eerst live speelde moesten ze opnieuw beginnen omdat niet iedereen hetzelfde tempo had.

Bono · The Edge · Adam Clayton · Larry Mullen jr.